# SMS Satellit (1892)
Az SMS Satellit az Osztrák–Magyar Monarchia Satellit-osztályú torpedóhajója (őrhajója) volt az első világháborúban. Testvérhajója nem volt, de az SMS Planet nagyon hasonlított hozzá.

## Pályafutása
1892 januárjában megkezdődött az építése. A hajó az osztrák Alpine Társaság és a Böhler Testvérek & Co. Által gyártott acélból épült. Márciusban lemondtak arról hogy a tatfedélzetre is felszereljenek egy löveget, és egy aknatelepítő berendezést terveztek oda helyette. Szeptember 21-én
vízre bocsátották. November 21-én befejeződtek az építési munkálatok. November 14-16. között kidokkolták. December 30-án sor került az első hivatalos próbaútra, melynek során a Pillau – Hela közötti távolságon 21,86 csomó sebességet ért el. Április 22-én leszerelték. Beépítették a fegyverzetét és a torpedóvető csöveket. Június 24-én torpedóvetési gyakorlatot hajtott végre a Fasana-csatornában, majd szolgálatba állt a Hajórajban. A Magnet elkészültéig a császári és királyi Flotta leggyorsabb hajója volt. 1894 márciusa és áprilisa folyamán beszerelték rá a 20 db akna befogadóképességű aknatelepítő berendezést. A kipróbálás után ismét elfogadták. Április 16-án összeütközött a Habsburggal. Eltörött és begörbült az orrtőkéje és az orr torpedóvető csöve. Szeptemberig kisólyázták és javították. 1895. május 9-én a Monarch vízre bocsátása alkalmából Polában tartózkodott, amúgy tartalékban volt.
1902-ben kazán- és főgép javítást hajtottak végre rajta. 1909. február 15-én szolgálatba állították. Február 28-tól Lussinban állomásozott. Márciusban részt vett a Traste előtt elsüllyedt Huszár romboló mentési munkálataiban. 1913 májusában három új vízcsöves Yarrow kazánt építettek be a hajóba, három kéményt kapott, melyeket az első próbaút után azonnal 1 m-rel megmagasítottak és 30 cm-rel kiszélesítettek. A hajó sziluettje megváltozott. A hajócsavarokhoz védőberendezést szereltek fel.
1914. március 14-én szolgálatba állították és március 24-ig mint felmérő hajó szolgált. Augusztus 3-4 között aknatelepítő sínekkel szerelték fel és 60 db aknát vett át a Minerva aknahajótól. Augusztus 14-én a Keleti aknazárhoz vezényelték. Szeptember 24-én átment a Val Saldon aknazárhoz. Szeptember 26-án az U4-es tengeralattjárót vontatva Cattaro felé indult. Szeptember 27-én befutott Porto Roseba. Szeptember 28-án visszatért Pólába. Október 20-án az U5-
ös tengeralattjárót vontatva Cattaro felé indult. Október 23-án befutott Polába. November 26-án próbautat tett a főgépek kipróbálására. December 5-én az U5-ös tengeralattjárót vontatva Cattaróba indult. December 8-án a vontájában az U3-as tengeralattjáróval kifutott Póla felé. December 10-én megérkezett Pólába. December 20-án észrevette a pólai zárrendszerbe behatolt Curie francia tengeralattjárót és tüzet nyitott rá. December 26-án Sebenicóba érkezett. December 27-én az U6-os tengeralattjáróval kifutott Cattaro felé. Útközben a vontatókötél kétszer elszakadt. December 28-án az U12-est vontatva befutott Pólába. 1915-ben Pólában látott el helyi védelmi feladatokat. Őrjáratokat hajtott végre. Május 24-én a Flotta kifutását és visszatérését biztosította. Azután Fiumében majd Pólában tartózkodott. 1916. július 4-én ellenséges tengeralattjárót üldözött Fiume előtt. Július 31-én elfogta a Galiola zátonyon megfeneklett Giacinto Pullino olasz tengeralattjáró egyik csónakját, benne a Nazario Sauro nevű dezertőrt. Ezután kísérő utakat hajtott végre.
1917. október 22-én aknatelepítést végzett. Az esztendő folyamán 24 konvojt kísért és egy aknakeresést hajtott végre. 1918. február 27-én Durazzóba ment. Újabb aknatelepítést végzett. Október 1-jén aknákat telepített a Drin-öbölben. Az év folyamán 77 konvojkísérő utat hajtott végre. November 1-jén a Cattarói-öbölben tartózkodott, ahol a brit Bizottság átvette. 1920-ban Franciaország kapta azzal a feltétellel, hogy hat éven belül le kell bontania. Valószínűleg 1920 tavaszán Bizerta érintésével Toulonba vontatták. 1921-ben szétbontották.